# Kunzea micromera
Kunzea micromera är en myrtenväxtart som beskrevs av Johannes Conrad Schauer. Kunzea micromera ingår i släktet Kunzea och familjen myrtenväxter. Inga underarter finns listade i Catalogue of Life.